# Ванбьянки, Артуро
Артуро Ванбьянки (итал. Arturo Vanbianchi; 3 апреля 1862, Милан — 22 декабря 1942, Милан) — итальянский композитор-верист.
Окончил Миланскую консерваторию (1882) по классам органа и композиции, ученик Амилькаре Понкьелли, Анджело Пандзини и Чезаре Доминичети. В 1883—1887 гг. преподавал в Институте музыки в Бергамо, был органистом базилики Санта-Мария-Маджоре. Затем преподаватель органа, гармонии, контрапункта и композиции в Музыкальном лицее имени Россини в Пезаро (среди его учеников, в частности, Мецио Агостини), в 1893—1895 гг. исполнял обязанности директора лицея. В 1901—1902 гг. был заместителем директора Пармской консерватории Джованни Тебальдини. Далее жил в Милане, преподавал частным образом.
Наиболее известное сочинение Ванбьянки — опера («символическая драма») «Корабль» (итал. La Nave; 1897, либретто Густаво Макки). Другая его опера, «Фиделия» (1905, либретто Артуро Колаутти), не была поставлена. Написал также ряд сочинений для органа, песни.